# Europa Cup i ishockey 1965-66
Europa Cup 1965-66 var den første udgave af Europa Cup'en i ishockey, arrangeret af International Ice Hockey Federation. Turneringen blev spillet i perioden fra 23. oktober 1965 til 18. marts 1966 og havde deltagelse af 14 klubhold fra 14 forskellige nationer.
Turneringen blev vundet af TJ ZKL Brno fra Tjekkoslovakiet, som i finalen besejrede EV Füssen fra Vesttyskland.

## Format og hold
De nationale mestre i sæsonen 1964-65 i IIHF's medlemslande i Europa kunne deltage i turneringen, der blev afviklet som en cupturnering. Hvert opgør blev afgjort over fire kampe, idet holdene første spillede to kampe på det ene holds hjemmebane efterfulgt af to kampe på det andet holds hjemmebane. Det hold, som vandt flest af de fire kampe, gik videre til næste runde. 
| - SG Cortina - Chamonix HC - Újpesti Dózsa SC - HK CSKA Sofia - EC KAC - SC Bern - GKS Katowice | - HK Jesenice - Vålerenga IF - KSF - Porin Karhut - Västra Frölunda IF - TJ ZKL Brno - EV Füssen |

## Resultater

### Første runde
Kampene i første runde blev spillet på datoerne 23. og 29. oktober samt 1. og 7. november 1965.
| Hjemmehold i kamp 1-2 | Hjemmehold i kamp 3-4 | Total | 1.kamp                          | 2.kamp                          | 3.kamp                          | 4.kamp                          |
| --------------------- | --------------------- | ----- | ------------------------------- | ------------------------------- | ------------------------------- | ------------------------------- |
| SG Cortina            | Chamonix HC           | 3−0   | 7−2                             | 3−1                             | 3−3                             | 4−3                             |
| Újpesti Dózsa SC      | HK CSKA Sofia         | 4−0   | 8−3                             | 8−0                             | 6−4                             | 8−4                             |
| EC KAC                | SC Bern               | 4−0   | 10−3                            | 7−4                             | 3−2                             | 4−3                             |
| GKS Katowice          | HK Jesenice           | 2−1   | 10−2                            | 4−1                             | 2−2                             | 2−4                             |
| Vålerenga IF          | KSF                   | 4−0   | 10−1                            | 19−1                            | 9−1                             | 6−0                             |
| Porin Karhut          | Västra Frölunda IF    | w.o.  | Västra Frölunda IF meldte afbud | Västra Frölunda IF meldte afbud | Västra Frölunda IF meldte afbud | Västra Frölunda IF meldte afbud |

### Kvartfinaler
| Hjemmehold i kamp 1-2 | Hjemmehold i kamp 3-4 | Total | 1.kamp | 2.kamp | 3.kamp | 4.kamp |
| --------------------- | --------------------- | ----- | ------ | ------ | ------ | ------ |
| GKS Katowice          | TJ ZKL Brno           | 0−2   | 3−3    | 3−3    | 0−8    | 3−12   |
| EV Füssen             | SG Cortina            | 2−1   | 5−0    | 9−1    | 1−2    | 1−1    |
| Újpesti Dózsa SC      | EC KAC                | 0−4   | 2−6    | 3−4    | 1−5    | 0−9    |
| Vålerenga IF          | Porin Karhut          | 2−1   | 8−2    | 2−1    | 1−3    | 4−4    |

### Semifinaler
Semifinalerne blev spillet den 11., 12., 20. og 21. januar 1966
| Hjemmehold i kamp 1-2 | Hjemmehold i kamp 3-4 | Total | 1.kamp | 2.kamp | 3.kamp | 4.kamp |
| --------------------- | --------------------- | ----- | ------ | ------ | ------ | ------ |
| EC KAC                | TJ ZKL Brno           | 0−4   | 3−4    | 2−7    | 3−4    | 3−11   |
| Vålerenga IF          | EV Füssen             | 1−2   | 3−3    | 3−6    | 6−5    | 1−7    |

### Finale
Finalekampene afvikledes den 20. og 21. februar samt 17. og 18. marts 1966.
| Hjemmehold i kamp 1-2 | Hjemmehold i kamp 3-4 | Total | 1.kamp | 2.kamp | 3.kamp | 4.kamp |
| --------------------- | --------------------- | ----- | ------ | ------ | ------ | ------ |
| EV Füssen             | TJ ZKL Brno           | 0−4   | 4−6    | 5−7    | 6−2    | 6−1    |